# Horná Strehová
Horná Strehová é um município da Eslováquia, situado no distrito de Veľký Krtíš, na região de Banská Bystrica. Tem 7,81 km² de área e sua população em 2018 foi estimada em 166 habitantes.

## Demografia
| Ano:        | 1994 | 2004   | 2014    | 2024    |
| ----------- | ---- | ------ | ------- | ------- |
| Broj ljudi: | 181  | 195    | 172     | 144     |
| Razlika:    |      | +7,73% | -11,79% | -16,27% |

| Ano:               | 2023 | 2024 |
| ------------------ | ---- | ---- |
| Número de pessoas: | 144  | 144  |
| Diferença:         |      | +0%  |